# Четрнаеста египатска династија
Четрнаеста египатска династија је династија древног Египта, која заједно са Дванаестом и Тринаестом династијом, припада периоду Средњег краљевства. Почетак овог периода обележила је Једанаеста египатска династија (за цео Египат). Тринаеста и четрнаеста династија владају од 1795. до 1650. године п. н. е..
Престоница Четрнаесте династије налазила се у области Делте, у граду Хиос. Сматра се да је династија владала око 100 година и да су владари били семитског порекла (срони Хиксима), јер имена садрже семитске трагове.
Четрнаеста династија је владала заједно са Тринаестом и/или Петнаестом у периоду названом Други прелазни период.